# Jak dwie krople wody (serial telewizyjny)
Jak dwie krople wody (ang. So Little Time, dosł. Tak niewiele czasu) – serial komediowy produkcji amerykańskiej, powstający w latach 2001–2002. Głównymi jego gwiazdami są siostry Mary-Kate i Ashley Olsen. W Polsce serial emitowany był przez telewizję Jetix (wcześniej – Fox Kids). Premiera miała miejsce w grudniu 2002 roku. Serial jednak w USA był emitowany na Disney Channel USA.

## Obsada
- Ashley Olsen – Chloe Carlson
- Mary-Kate Olsen – Riley Carlson
- Clare Carey – Macy Carlson
- Eric Lutes – Jake Carlson
- Taylor Negron – Manuelo del Valle
- Jesse Head – Larry Slotnick
- Natashia Williams – Teddi
- Amy Davidson – Cammie Morton
- Ben Easter – Lennon Kincaid
- Brandon Tyler – Travis Morgan
- Reagan Wallner – Jenny
- Tyler Patrick Jones
- A. Catherine King – Miranda „Randie” Walker
- Alli Danziger – kelnerka
- Sonia Curtis – madame Jenkins

## Wersja polska
Dźwięk i montaż: Jacek Kacperek

Udział wzięli:
- Krystyna Kozanecka – Riley Carlson
- Agnieszka Kunikowska – Chloe Carlson
- Lucyna Malec – Macy Carlson
- Jacek Kawalec – Jake Carlson
- Jarosław Boberek – Manuelo del Valle
- Dariusz Toczek – Larry Slotnick
- Agata Gawrońska – Teddi
- Iwona Rulewicz – Cammie Morton
- Anna Apostolakis

## Ekipa
- reżyseria: Mark Cendrowski, Richard Correll, Jeffrey M. Meyer, Jean Sagal
- scenariusz Eric Cohen, Michael S. Baser, Mark Blutman, Frank Dungan, Joshua Keene, Matt Martin, Jodie Milks, Jeny Quine, Barry Safchick, Becky Southwell, Marcy Vosburgh
- zdjęcia: Kenneth Peach Jr.
- scenografia: Vita Hall, Wendell Johnson

## Fabuła
Serial przedstawia życie dwóch nastoletnich sióstr bliźniaczek, Riley (Mary-Kate) i Chloe (Ashley) Carlson, mieszkających w luksusowej dzielnicy Malibu. Ich rodzice – Jake i Macy, oboje projektanci mody – od pewnego czasu są w separacji, utrzymują jednak dobre stosunki. „Panią domu” i niańką bliźniaczek jest Latynos Manuelo. Dom często odwiedzają Larry, po uszy zakochany w Riley, która jednak nie chce odwzajemnić uczuć, oraz Teddi, modelka. Dziewczyny wiele czasu poświęcają zabawie: imprezom, dyskotekom i chłopakom. W ich życiu nie brakuje również czasu na poważniejsze rzeczy, jak nauka, miłość – często bolesna – czy organizowanie kwest charytatywnych na szczytne cele. Taka mieszanka sprawia, że siostry miewają wiele szalonych przygód, z których naprawdę solidnie można się pośmiać.

## Spis odcinków
| N/o            | Polski tytuł                      | Angielski tytuł               |
| -------------- | --------------------------------- | ----------------------------- |
|                |                                   |                               |
| SERIA PIERWSZA |                                   |                               |
|                |                                   |                               |
| 01             | Pieskie popołudnie                | A Dog Day Afternoon           |
|                |                                   |                               |
| 02             | Randkowe szaleństwo               | Siblings and the City         |
|                |                                   |                               |
| 03             | Kolor pieniędzy                   | The Color of Money            |
|                |                                   |                               |
| 04             | Railey coś w sobie ma             | There's Something About Riley |
|                |                                   |                               |
| 05             | Dziewczyny chcą się bawić         | Girls Just Wanna Have Fun     |
|                |                                   |                               |
| 06             | Masz wiadomość                    | You've Got Mail               |
|                |                                   |                               |
| 07             | Miejsce Manuela: Rodzinny portret | Manuelo in the Middle         |
| 08             | Miejsce Manuela: Rodzinny portret | Manuelo in the Middle         |
|                |                                   |                               |
| 09             | Prawdziwe kłamstwa                | True Lies                     |
|                |                                   |                               |
| 10             | Ważna decyzja                     | Teddie's Burnout              |
|                |                                   |                               |
| 11             | Pupilek profesora                 | Teacher's Pet                 |
|                |                                   |                               |
| 12             | Próbna separacja                  | Rules of Engagement           |
|                |                                   |                               |
| 13             |                                   | Outbreak                      |
|                |                                   |                               |
| 14             | Klub śniadaniowy                  | The Breakfast Club            |
|                |                                   |                               |
| 15             | Nowy                              | The New Guy                   |
|                |                                   |                               |
| 16             | Masaż                             | The Massage                   |
|                |                                   |                               |
| 17             | Nowy chłopak Riley                | Riley's New Guy               |
|                |                                   |                               |
| 18             | Wózek inwalidzki                  | The Wheelchair                |
|                |                                   |                               |
| 19             | Praca                             | The Job                       |
|                |                                   |                               |
| 20             | Przebita opona                    | The Flat Tire                 |
|                |                                   |                               |
| 21             | Wolontariusz                      | The Volunteer                 |
|                |                                   |                               |
| 22             | Miejsca wymiany                   | Trading Places                |
|                |                                   |                               |
| 23             | Larrypalooza                      | Larrypalooza                  |
|                |                                   |                               |
| 24             |                                   | Look Who's Talking            |
|                |                                   |                               |
| 25             | Czekając na Gibsona               | Waiting for Gibson            |
|                |                                   |                               |
| 26             | Słodka impreza                    | Sweet 16                      |

## Książki
Na podstawie serialu powstały książki wydane przez HarperCollins Entertainment. Powstało 17 tomów. Oto ich angielskie tytuły:
1. Jak wychować sobie chłopaka (Jacqueline Carrol, How to Train a Boy)
2. Chłopak potrzebny od zaraz (Megan Stine, Instant Boyfriend)
3. Nigdy więcej kłamstw (Nancy Butcher, Too Good To Be True)
4. Jak w rodzinie (Jacqueline Carrol, Just Between Us)
5. Sposób na nudę (Megan Stine, Tell Me About It)
6. Spóźnione uczucie (Jacqueline Carrol, Secret Crush)
7. Grunt to gadanie (Megan Stine, Girl Talk)
8. Pytania i odpowiedzi (Rosalind Noonan, The Love Factor)
9. Gra w randki (Kylie Adams, Dating Game)
10. Randka z zasadami (Nancy Butcher, A Girl's Guide to Guys)
11. Francuski flirt (Megan Stine, Boy Crazy)
12. Przyjaźń na sprzedaż (Nancy Butcher, Best Friends Forever)
13. Love is in the Air
14. Spring Breakup
15. Get Real
16. Surf Holiday
17. The Makeover Experiment